# Oratorio di San Dalmazio (Milano)
L'oratorio di San Dalmazio era un oratorio di Milano. Situato nell'attuale via San Dalmazio, fu demolito nel 1786.

## Storia
La presenza dell'edificio di culto è attestata da documenti risalenti al XI secolo e ancora qualche decennio più tardi da Landolfo Iuniore. All'epoca di San Carlo Borromeo, egli vi insediò la Congregazione dei Preti della Dottrina Cristiana. L'oratorio diedo il nome alla via, che conservò dopo la demolizione avvenuta nel 1786.

## Architettura
L'edificio viene descritto come avente un'unica cappella con un dipinto di Gesù crocifisso circondato da Santi eseguito da un non meglio specificato "Antico Pintore". La chiesa aveva il soffitto di legno dipinto "a guazzo", mentre sulle pareti laterali erano presenti vari quadri rappresentanti Scene della vita del Redentore. L'unico altare era ornato con due quadri rappresentanti San Carlo Borromeo e il Cardinale Federico Borromeo.